# H.C.栃木日光アイスバックス
H.C.栃木日光アイスバックス（ホッケークラブ とちぎ にっこうアイスバックス）は、日本の栃木県日光市にホームを置く、アジアリーグアイスホッケーに加盟するプロアイスホッケークラブである。

## チーム概略
1925年（大正14年）創部した古河電工アイスホッケー部の廃部を受け、1999年8月に日本アイスホッケー界初となる市民クラブとして誕生。チーム名はシカをモチーフにした「バックス」、クラブカラーは「オレンジ」。ホームタウンは栃木県日光市、ホームリンクは栃木県立日光霧降アイスアリーナである。チーム創設以来、日本リーグ、アジアリーグとトップリーグに参戦している。アジアリーグ2011-2012シーズンには、チーム創設以来、最高の準優勝を果たした。

## 歴史

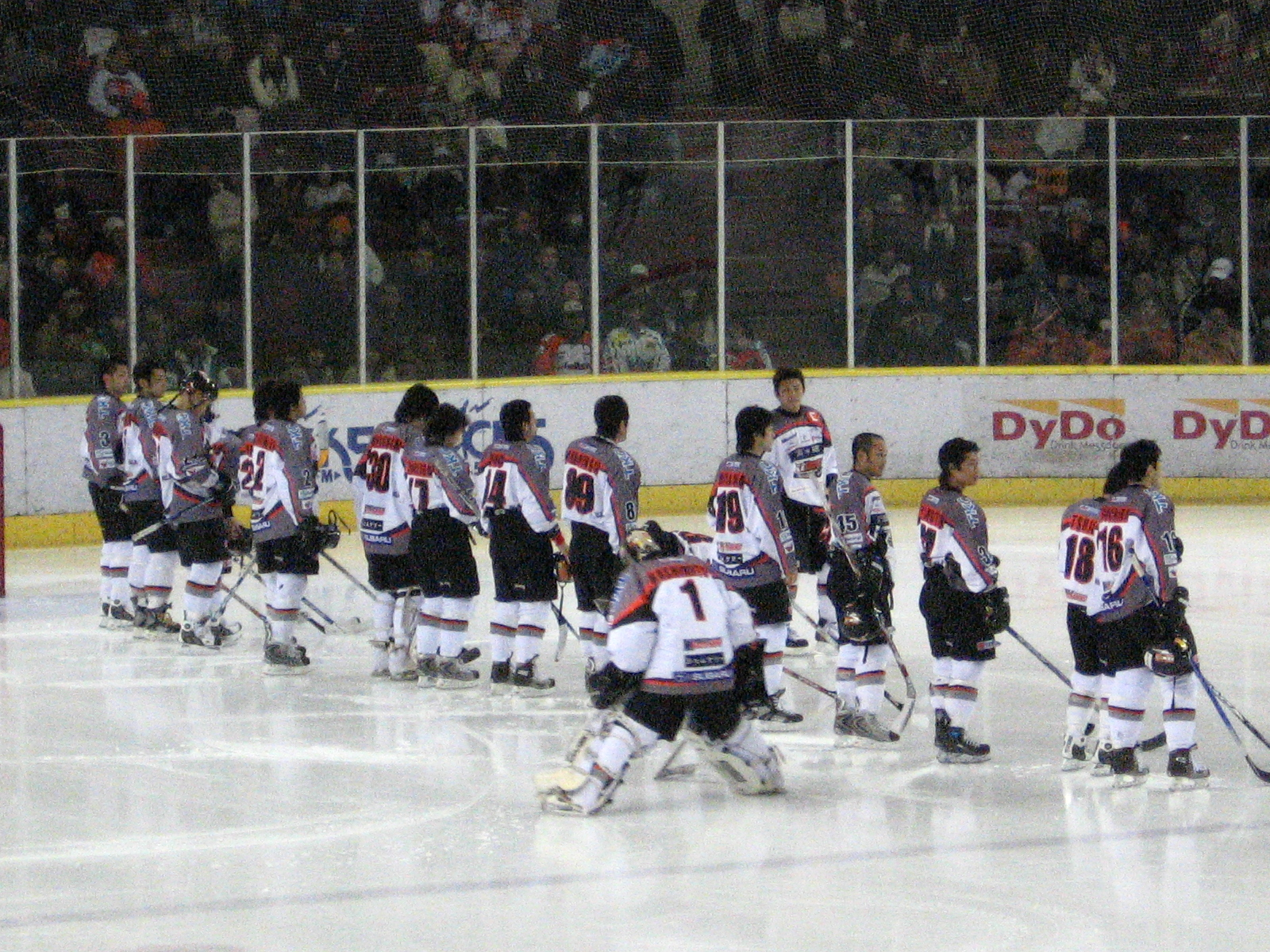
整列するH.C.栃木日光アイスバックスの選手たち（2008年1月27日、対SEIBUプリンスラビッツ戦より〜ダイドードリンコアイスアリーナ）

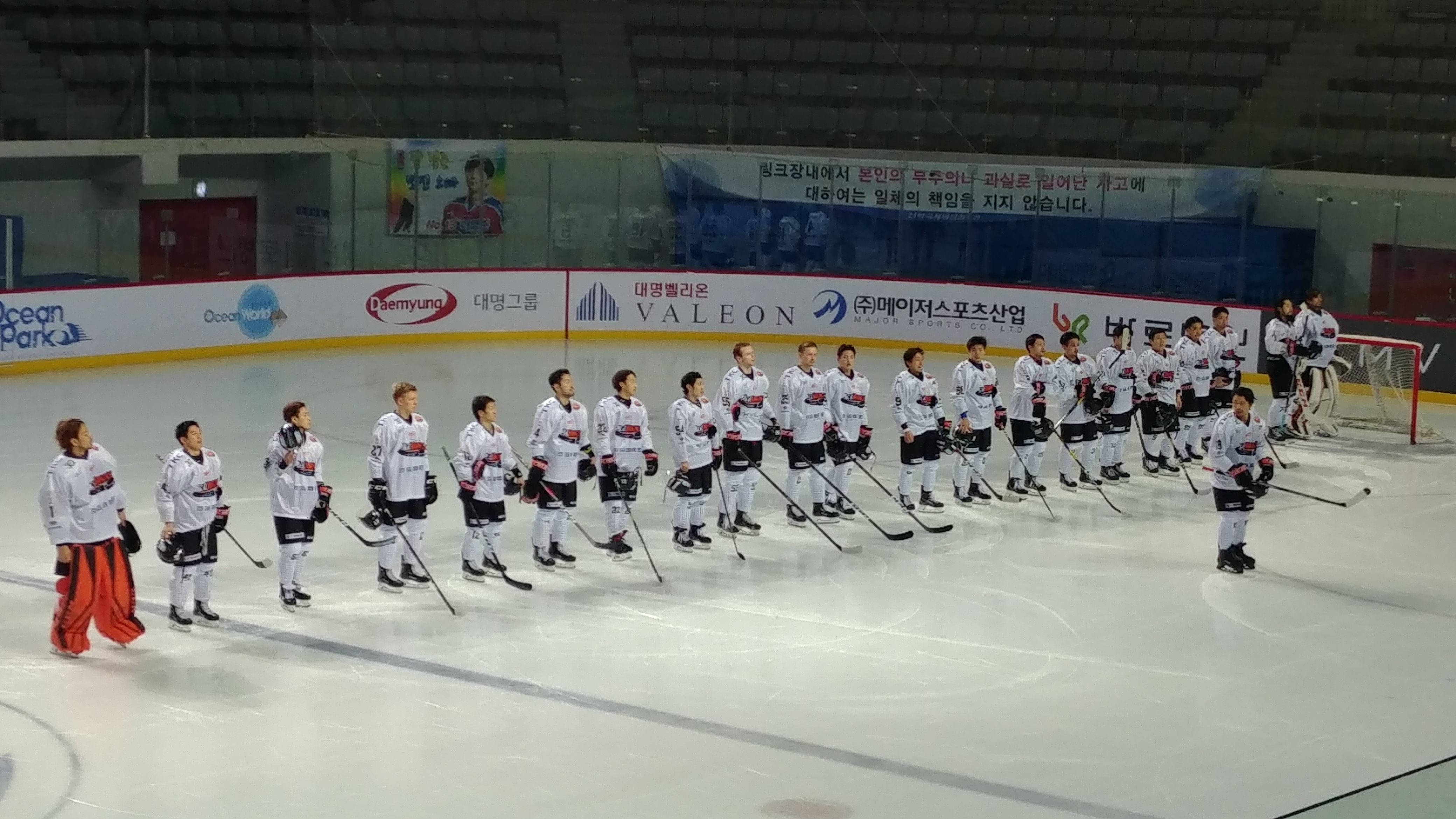
2018年11月24日に仙鶴国際氷上競技場で開かれたデミョンキラーホエールズとの試合の前の日光アイスバックスの選手たち。

チームの前身は1925年（大正14年）に創部した日本最古のアイスホッケーチーム『古河電工アイスホッケー部』である。日本で初めて自前のホームリンクを持ち、天覧試合の栄誉を受けた名門実業団チームであった。
1999年1月の古河電工アイスホッケー部廃部発表を受け、栃木県アイスホッケー連盟会長の千葉哲夫と地場でゴルフ練習場などを経営する高橋健次がチーム存続をかけて、同年8月に有限会社栃木アイスホッケークラブを設立、日本リーグ初の“市民クラブ”として発足した。日光猿軍団・元気寿司の両創業者とTKCなど地場企業と旧・日光市の資金援助およびファンからの募金、古河電工アイスホッケー部選手を転籍・出向扱いとし選手人件費を肩代わりすることによる古河電工の支援で、初年度の運営資金3億5000万円を確保することとなった。
しかし、2年目となる2000-01年シーズンに古河電工アイスリンクの廃止など古河電工が事実上支援を打ち切ったことと、日光猿軍団と元気寿司は創業者のポケットマネーから支出しており、継続的な大口出資が不可能であり資金難に陥ったことで、同年11月にチームの廃部と運営会社の清算を発表。2001年1月に栃木県知事に就任した福田昭夫が支援表明したことで、企業・個人に加え旧日光市・今市市から援助を得て、2001年5月に有限会社日光アイスバックスとちぎを設立し、チームを引き継ぐことになった。なお、設立に奔走した高橋健次は2000年に膵癌で余命1年の宣告を受けており、ここまでの軌跡が同年に『ZONE』やノンフィクション本でまとめられ、2002年8月15日に53歳で逝去した。
2005年1月に元銀行員の塚本純司が2003年に神戸市で起業した株式会社日本セールス&マーケティングが1千万円出資するとともに、日光アイスバックとちぎの代表取締役社長に就任。ホームタウンの日光市に加えてサブホームタウンとして神戸市に活動拠点を置くダブルフランチャイズ制を採用、2006-07シーズンまでチーム呼称を「日光神戸アイスバックス」に変更した。
2006-07シーズンからサッカー評論家（元藤和不動産サッカー部）のセルジオ越後がシニアディレクターに就任。慢性的に財政難であるが、特にこのシーズンは遠征費用にも事欠く状況だったため、2006年12月に「IceBucks募金」として1口1万円の寄付を募り、翌年3月までに817万円を集めた。
2007-08シーズンから新会社・栃木ユナイテッドに運営権が移行され、神戸市とのサブフランチャイズを解消。チーム名を「HC日光アイスバックス」に戻した（ただしスポンサーとの関係上神戸での試合は継続した）。
2011-12シーズンはレギュラーリーグで初めて3位となる。プレーオフ準決勝でもリーグ2位のアニャンハルラを3勝2敗で降してファイナルに進出。ファイナルでは王子イーグルスに1勝3敗で敗れたがアジアリーグチーム歴代最高の準優勝を達成した。
2014-15シーズンは第82回全日本アイスホッケー選手権大会で準決勝の日本製紙クレインズを6-3で破り、アイスバックスとなってからは初の決勝進出を達成。決勝の東北フリーブレイズ戦は第3ピリオド途中まで1-2でリードを許していたが、試合残り17秒で上野拓紀が同点ゴールを決めて同点に追いつくと、オーバータイムで佐藤大翔が決勝ゴールを決め、3-2で勝利してアイスバックス創部以来初の優勝を達成（古河時代を含めると52年ぶり5度目）。プロチームとしても全日本選手権史上初の優勝となった。MVPは上野が受賞。

## 沿革
- 1925年（大正14年）　「古河電工アイスホッケー部」創部
- 1999年（平成11年）1月　アイスホッケー部活動停止決定
- 1999年（平成11年）5月　「古河電工アイスホッケーを愛する会」が日本アイスホッケー連盟へ4万人の署名提出
- 1999年（平成11年）8月　「有限会社栃木アイスホッケークラブ」設立、市民クラブ「HC日光アイスバックス」として再スタート
- 2000年（平成12年）11月　資金難から有限会社栃木アイスホッケークラブの会社清算・廃部決定
- 2001年（平成13年）1月　栃木県、日光市、今市市が行政支援を決定、バックスの存続を求める署名は10万人に達する
- 2001年（平成13年）5月　「有限会社日光アイスバックスとちぎ」設立、有限会社栃木アイスホッケークラブよりチーム運営を譲り受ける
- 2005年（平成17年）1月　株式会社日本セールス&マーケティングが経営に参加
- 2005年（平成17年）7月1日　チーム名称を「日光神戸アイスバックス」に変更、チームロゴにも反映
- 2007年（平成19年）3月30日　「株式会社栃木ユナイテッド」設立
- 2007年（平成19年）6月7日　株式会社栃木ユナイテッドが有限会社日光アイスバックスとちぎよりチームの運営権を譲り受ける。記者会見で神戸市とのフランチャイズを解消しチーム名称を戻すことを発表
- 2007年（平成19年）6月9日　公式HPにおいて、チーム名称を「日光アイスバックス」と表示（6月12日からは「HC日光アイスバックス」）。
- 2009年（平成21年）7月23日　公式HPにおいて、チーム名称を「H.C.Tochigi日光アイスバックス」と発表（8月1日から変更）。
- 2010年（平成22年）チーム名の表記を「H.C.栃木日光アイスバックス」に変更。
- 2012年（平成24年）3月 アジアリーグ2011-12シーズンにおいてプレイオフ・ファイナルに初めて進出して準優勝。
- 2014年（平成26年）5月 NHL・ニューヨーク・アイランダーズ、およびフィンランドリーガのイルベスホッケーオイ（Ilves Hockey-Oy）とホッケーの振興や人材交流などを目的とした業務提携を締結。
- 2014年（平成26年）12月 アイスバックス誕生後初めて全日本アイスホッケー選手権で優勝。
- 2019年（令和元年）12月 全日本アイスホッケー選手権で6回目の優勝。[1]

## 主な成績

### 日本リーグ
順位()内はリーグ参加チーム数
| 年度    | レギュラーリーグ | レギュラーリーグ | レギュラーリーグ | レギュラーリーグ | レギュラーリーグ | レギュラーリーグ | レギュラーリーグ | レギュラーリーグ | レギュラーリーグ | レギュラーリーグ | レギュラーリーグ | レギュラーリーグ | プレイオフ |
| 年度    | 試合             | 勝利             | 延長勝           | GWS勝            | 引分             | GWS負            | 延長負           | 敗戦             | 得点             | 失点             | 勝点             | 順位             | プレイオフ |
| ------- | ---------------- | ---------------- | ---------------- | ---------------- | ---------------- | ---------------- | ---------------- | ---------------- | ---------------- | ---------------- | ---------------- | ---------------- | ---------- |
| 1999-00 | 30               | 3                | ---              | ---              | 5                | ---              | ---              | 22               | 45               | 106              | 11               | 6位(6)           |            |
| 2000-01 | 40               | 10               | ---              | ---              | 1                | ---              | ---              | 29               | 91               | 164              | 21               | 6位(6)           |            |
| 2001-02 | 40               | 6                | 2                | 2                | ---              | 2                | 2                | 26               | 103              | 163              | 23.0             | 6位(6)           |            |
| 2002-03 | 32               | 7                | 0                | 4                | ---              | 1                | 2                | 18               | 68               | 114              | 23.0             | 5位(5)           |            |
| 2003-04 | 24               | 1                | 0                | 1                | ---              | 0                | 1                | 21               | 33               | 112              | 4.5              | 4位(4)           |            |

### アジアリーグ
順位()内はリーグ参加チーム数。2003-04は日本リーグの合間に開催
| 年度    | レギュラーリーグ | レギュラーリーグ | レギュラーリーグ | レギュラーリーグ | レギュラーリーグ | レギュラーリーグ | レギュラーリーグ | レギュラーリーグ | レギュラーリーグ | レギュラーリーグ | レギュラーリーグ | レギュラーリーグ | プレイオフ |
| 年度    | 試合             | 勝利             | 延長勝           | GWS勝            | 引分             | GWS負            | 延長負           | 敗戦             | 得点             | 失点             | 勝点             | 順位             | プレイオフ |
| ------- | ---------------- | ---------------- | ---------------- | ---------------- | ---------------- | ---------------- | ---------------- | ---------------- | ---------------- | ---------------- | ---------------- | ---------------- | ---------- |
| 2003–04 | 16               | 2                | 0                | --               | 2                | --               | 0                | 12               | 38               | 67               | 6                | 5位(5)           | ---        |
| 2004–05 | 42               | 13               | 1                | --               | 2                | --               | 2                | 24               | 110              | 125              | 45               | 6位(8)           | ---        |
| 2005–06 | 38               | 16               | 2                | --               | 2                | --               | 1                | 17               | 103              | 118              | 55               | 6位(9)           | 1回戦敗退  |
| 2006–07 | 34               | 12               | 0                | --               | 1                | --               | 0                | 21               | 90               | 158              | 37               | 6位(8)           | 準決勝敗退 |
| 2007–08 | 30               | 8                | 2                | --               | 2                | --               | 0                | 18               | 60               | 109              | 30               | 6位(7)           | 1回戦敗退  |
| 2008–09 | 36               | 4                | 2                | 1                | --               | 1                | 1                | 27               | 74               | 161              | 20               | 7位(7)           | ---        |
| 2009–10 | 36               | 12               | 2                | 1                | --               | 2                | 2                | 17               | 103              | 118              | 46               | 6位(7)           | ---        |
| 2010–11 | 36               | 10               | 3                | 1                | --               | 0                | 2                | 20               | 95               | 112              | 40               | 6位(7)           | ---        |
| 2011–12 | 36               | 18               | 0                | 4                | --               | 0                | 1                | 13               | 158              | 103              | 63               | 3位(7)           | 準優勝     |
| 2012–13 | 42               | 15               | 3                | 3                | --               | 2                | 0                | 19               | 123              | 141              | 59               | 5位(7)           | ---        |
| 2013–14 | 42               | 14               | 0                | 1                | --               | 1                | 1                | 25               | 125              | 130              | 46               | 7位(8)           | ---        |
| 2014–15 | 48               | 15               | 4                | 1                | --               | 0                | 3                | 25               | 150              | 184              | 58               | 8位(9)           | ---        |
| 2015–16 | 48               | 16               | 3                | 5                | --               | 3                | 4                | 17               | 145              | 150              | 71               | 6位(9)           | 1回戦敗退  |
| 2016–17 |                  |                  |                  |                  |                  |                  |                  |                  |                  |                  |                  |                  |            |
| 2017–18 |                  |                  |                  |                  |                  |                  |                  |                  |                  |                  |                  |                  |            |
| 2018–19 |                  |                  |                  |                  |                  |                  |                  |                  |                  |                  |                  |                  |            |
| 2019–20 |                  |                  |                  |                  |                  |                  |                  |                  |                  |                  |                  |                  |            |
| 2020–21 |                  |                  |                  |                  |                  |                  |                  |                  |                  |                  |                  |                  |            |
| 2021–22 |                  |                  |                  |                  |                  |                  |                  |                  |                  |                  |                  |                  |            |
| 2022–23 |                  |                  |                  |                  |                  |                  |                  |                  |                  |                  |                  |                  |            |
| 2023–24 |                  |                  |                  |                  |                  |                  |                  |                  |                  |                  |                  |                  |            |

### 獲得タイトル
- 全日本選手権 : 7回
1952-53、1958-59、1959-60、1961-62、2014-15、2019-20、2023-24

## 選手

### 現在の所属選手
- 2024-25シーズン時点

| GK | GK           | GK             | GK       | GK           | GK |
| #  | 国           | 選手名         | キャッチ | 出身地       |    |
| -- | ------------ | -------------- | -------- | ------------ | -- |
| 33 | 大韓民国の旗 | ソン・ドヒョン | L        | ソウル       |    |
| 44 | 日本の旗     | 福藤豊         | L        | 北海道釧路市 |    |
| 90 | 日本の旗     | 大塚一佐       | L        | 栃木県日光市 |    |

| 4  | 日本の旗 | 坂田駿       | L | 北海道釧路市 |
| 5  | 日本の旗 | 石川貴大     | L | 栃木県日光市 |
| 8  | 日本の旗 | 相馬秀斗(A)  | R | 北海道札幌市 |
| 9  | 日本の旗 | 佐藤大翔 (C) | L | 北海道釧路市 |
| 12 | 日本の旗 | 福田充男     | L | 栃木県日光市 |
| 20 | 日本の旗 | 早田聖也     | L | 広島県広島市 |
| 20 | 日本の旗 | 佐々木祐希   | R | 宮城県仙台市 |

| FW | FW       | FW          | FW         | FW     | FW             | FW |
| #  | 国       | 選手名      | ポジション | ハンド | 出身地         |    |
| -- | -------- | ----------- | ---------- | ------ | -------------- | -- |
| 11 | 日本の旗 | 大津晃介    | LW         | R      | 栃木県日光市   |    |
| 13 | 日本の旗 | 出口圭太    | CF         | L      | 北海道苫小牧市 |    |
| 14 | 日本の旗 | 磯谷奏汰    | RW         | L      | 長野県軽井沢町 |    |
| 18 | 日本の旗 | 古橋真来(A) | CF         | L      | 栃木県日光市   |    |
| 21 | 日本の旗 | 宮田大輔    | LW         | R      | 北海道帯広市   |    |
| 22 | 日本の旗 | 大椋舞人    | CF         | L      | 北海道帯広市   |    |
| 29 | 日本の旗 | 伊藤俊之    |            | R      | 長野県長野市   |    |
| 37 | 日本の旗 | 矢野倫太朗  |            | R      | 福岡県福岡市   |    |
| 48 | 日本の旗 | 清水怜      |            | L      | 北海道帯広市   |    |
| 81 | 日本の旗 | 鈴木健斗    | RW         | L      | 北海道札幌市   |    |
| 86 | 日本の旗 | 阿部泰河    |            | L      | 北海道苫小牧市 |    |
| 88 | 日本の旗 | 寺尾勇利(A) | LW         | R      | 栃木県日光市   |    |

## スポンサー企業
- ユニフォーム・ヘルメットスポンサー
  - 京浜精密工業
  - TKC
  - 古河電気工業
  - TERADA.NIK
  - 栃木スバル自動車
  - 木の花ホーム
  - 日東コーンアルム
  - 柚木精機
  - 亀森レディースクリニック
  - 栃木信用金庫
  - 足利銀行
  - 大鎮キムラ建設
  - かにしデンタルクリニック
  - グローブライド
- オフィシャルスポンサー
  - 古河産業
  - 医療法人康清会 大島皮ふ科・形成外科
  - 鬼怒川温泉ホテル
  - 金谷ホテル観光
  - 帝京大学
  - ブルーヒルズ
  - 庫や
  - 大日光エンジニアリング
  - 古河電池
  - 岩下食品
  - 日昇堂
  - 西部生コン
  - グリーンホテル
  - 松吉医科器械

## H.C.栃木日光アイスバックスに関するメディア

### TV
- プライド （フジテレビ）-2004年1月12日から3月22日まで放送された、木村拓哉主演のアイスホッケーチームのテレビドラマ。当チームのホームリンクで撮影され、エキストラの条件を当チーム会員になることを条件に集めたところ、会員数が激増した。
- プラオレ!〜PRIDE OF ORANGE〜  -当チームと同じ日光市が拠点という設定の、女子アイスホッケーチームが舞台のサイバーエージェントとDMM GAMESによるメディアミックス作品。[2]当チームがアイスホッケー設定考証を務め[3]、2021年10月よりTOKYO MXほかにて放送されている。[4][3]

### ラジオ
- 「Come On!Bucks」　栃木放送 毎週火曜日　18:30〜18:45
- 「B☆BOX」　RADIO BERRY 毎週火曜日　16：00〜18：54

### 書籍
- 『命を賭けた最終ピリオド—ガンとアイスバックスと高橋健次』国府秀紀。角川書店
- アイスタイム 鈴木貴人と日光アイスバックスの1500日（著:伊東武彦　講談社 2013年9月12日 ISBN 978-4-06-218550-9）

### 音楽
- 熊木杏里『ゴールネット』（公式応援ソング）